# Krzysztof Magowski
Krzysztof Magowski (ur. 4 maja 1952 w Poznaniu) – polski reżyser i scenarzysta.

## Życiorys
Absolwent Wydziału Prawa UAM w Poznaniu (1978) i reżyserii na Wydziale Radia i Telewizji Uniwersytetu Śląskiego w Katowicach. Po studiach przyjęty do Zespołu Filmowego „X” Andrzeja Wajdy. Asystent reżysera Ryszarda Bugajskiego w filmie „Przesłuchanie”. Po rozwiązaniu zespołu w stanie wojennym współpracował z Wytwórnią Filmów Dokumentalnych w Warszawie. W 1987 asystent Andrzeja Jurgi w pełnometrażowym filmie dokumentalnym dla Episkopatu o wizycie papieża Jana Pawła II w Polsce.
W latach 1985–2002 działał w Studio Filmowym „Dom”. Obecnie związany z telewizją publiczną. Reżyserował m.in. talk-show Małgorzaty Snakowskiej „Życie moje” (1992-2004) i „Zabawy językiem polskim” Macieja Orłosia (2001-2005). Zrealizował też serię inscenizowanych programów publicystycznych: „Młoda Literatura Polska”, „Literatura według (Leszka) Długosza” i innych.
Producent programów telewizyjnych i filmów – „Warta-Film”. Produkcja dokumentalna: „Sie macie ludzie”, „To nie było austriackie gadanie”, „Centrum Kopernika”, „Poznańskie Powstanie 1956” oraz aktualnie produkcja programów telewizyjnych „Z dwójką bezpieczniej” (2006-2008).
W październiku 2007 w konkursie ogłoszonym z okazji „Globalnego Tygodnia Bezpieczeństwa na drogach ONZ” otrzymał w kategorii programów telewizyjnych I nagrodę za program „Z dwójką bezpieczniej”.
Od 2013 roku ekspert Polskiego Instytutu Sztuki Filmowej.

## Zrealizowane filmy
1. „Na etapie” (1983 r., film dokumentalny, premiera 1988 r.)
2. „Powtórka” (1984 r., film dokumentalny, premiera 1985 r.)
  - Nagroda na Festiwalu „Młode kino polskie” – Gdańsk
3. „ A meta wciąż daleko” (dokumentalny 1985 r.)
  - Nagroda Specjalna na Międzynarodowym Festiwalu Filmów Olimpijskich w Tunisie – 1987 r.
4. „Czy będzie wojna” (dokument inscenizowany, 1986 r.)
  - Nagroda Specjalna na Festiwalu Filmów Społeczno-Politycznych w Łodzi – 1986 r.
  - Nagroda na Festiwalu „Młode kino polskie” w Gdańsku – 1987 r.
  - Nagroda na Międzynarodowym Festiwalu Filmów Dokumentalnych w Tampere – 1987 r.
  - Nagroda pozaregulaminowa na Ogólnopolskim Festiwalu Filmów Krótkometrażowych w Krakowie – 1987 r.
  - Nagroda na Międzynarodowym Festiwalu Filmów Dokumentalnych w Lipsku – 1987 r.
  - Udział na Festiwalu w Huesca
5. „Historia plakatem pisana” (film dokumentalny, 1987 r.)
  - Pokaz w Bielefeld
6. „Więcej bluesa” (dokument inscenizowany, 1987 r.)
  - Nagroda za montaż na Festiwalu „Młode kino polskie” w Gdańsku – 1988 r.
7. „Zabaweczki” (dokument inscenizowany, 1988 r.)
8. „Pig Gate” / „Schwein Gehabt” (film fabularny we współpracy z ZDF, 1990 r.)
9. „Świnka” (telewizyjny serial fabularny, 1990 r.)
10. „Więcej trabantów z NRD” (dokument inscenizowany, 1992 r.)
11. „Tren na śmierć cenzora” (trójodcinkowy film dokumentalny, 1992 r.)
  - Premiera na Festiwalu Filmów Fabularnych w Gdańsku – 1992 r.
  - Festiwal Filmów Fabularnych w Rotterdamie – 1993 r.
12. „Felix Dzierżyński ląduje w Warszawie” (farsa, 1993 r.)
13. „Upadek” według Friedricha Dürrenmatta (spektakl teatru telewizji, 1994 r.)
14. „Raz, dwa, trzy, Prezydentem będziesz ty” (pełnometrażowy film dokumentalny, 1995 r.)
15. „Podziwiam pana, panie prezydencie” (pełnometrażowy film dokumentalny, 1995 r.)
  - Premiera w 2001 r.
  - Wersja nieocenzurowana czeka na premierę
16. „Król Echo” (spektakl teatru telewizji dla dzieci, 1996 r.)
17. „Łóżko Lenina” (dokument inscenizowany, 1996 r.)
  - Udział w Festiwalu Filmów Krótkometrażowych w Krakowie, 1997 r.
18. „Cud w metrze” (spektakl teatru telewizji, 1997 r.)
19. „Wszyscy śpieszą na pomoc polskiej kinematografii” (dokument inscenizowany, 1997 r.)
  - Premiera w 1999 r.
20. „Adama... tajemnice” (pełnometrażowy film dokumentalny o Mickiewiczu, 1998 r.)
  - Premiera w 2000 r.
21. „Juliusz Słowacki tańczy” (pełnometrażowy dokument, 1999 r.)
22. „Nasza młodość, nasze Zrzeszenie” (serial dokumentalny, 2000 r.)
23. „Czirliderki” (serial dokumentalny, 2001 r.)
24. „Świat moich wujków” (dokument, 2001 r.)
  - Dyplom honorowy na Międzynarodowym Festiwalu Filmów Dokumentalnych w Krakowie
  - Brązowy Lajkonik na Krajowym Festiwalu w Krakowie
  - Nagroda dla Dariusza Żebrowskiego za muzykę do filmu – Festiwal Filmów Historycznych w Paryżu – 2003 r.
  - Udział w festiwalach: Kapsztad, Dubrownik, Ateny, Wilno, Lipsk, Łódź
25. „Coś pięknego” (dokument, 2002 r.)
  - Udział w Festiwalu Filmów Dokumentalnych w Kielcach
26. „Internetowa miłość do panny Migotki” (dokument, 2002 r.)
  - Wyróżnienie w III edycji Konkursu Dziennikarskiego „Oczy Otwarte” w Warszawie – 2003 r.
27. „Cień radiostacji” (dokument, 2003 r.)
28. „Sie macie ludzie” (dokument inscenizowany o Ryszardzie Riedlu z zespołu „Dżem”, 2004 r.)
  - Nagroda dziennikarzy Jedynki na Festiwalu Filmowym w Kazimierzu nad Wisłą – 2004 r.
  - Prezentacja poza konkursem na Festiwalu Filmów Dokumentalnych w Krakowie – 2005 r,
  - Pokazy w Chicago, Białymstoku, Rzeszowie, Wrocławiu, Katowicach
29. „Antek puka do raju” (dokument, 2005 r.)
30. „Rok temu płakał Madryt” (dokument, 2005 r.)
31. „Pasteur znad Wisły” (dokument, 2005 r.)
32. „Poznańskie powstanie 1956” (dokument inscenizowany, 2006 r.)
  - Wyróżnienie jury na XII Festiwalu Form Dokumentalnych w Kielcach – 2006 r.
  - Grand Prix na Festiwalu Czerwiec '76 w Radomiu – 2013 r.
33. „To nie było austriackie gadanie” (dokument, 2006 r.)
34. „Zapomniane powstanie” (dokument, 2008 r.)
35. „Sen o Warszawie” (dokument, 2014 r.)
  - Film otwarcia na 54. Krakowskim Festiwalu Filmowym – 2014 r.
  - II. miejsce w plebiscycie publiczności na Festiwalu „Dwa Brzegi” – 2014 r.
  - Nagroda specjalna Jury na 26. Festiwalu Filmu Polskiego w Ameryce – 2014 r.
  - Polska Nagroda Filmowa ORZEŁ za najlepszą muzykę – 2015 r.
  - Nominacja do Polskiej Nagrody Filmowej ORZEŁ za najlepszy film dokumentalny – 2015 r.
  - Wyróżnienie na 3. Zamojskim Festiwalu Filmowym „Spotkania z historią” – 2016 r.
36. „Zachwyt” (dokument, 2015 r.)
  - Miedziana Emigra na 6. Festiwalu Filmowym EMIGRA – 2018 r.
37. „Ostatni hrabia. Edward Bernard Raczyński” (spektakl teatru telewizji dla dzieci, 2018 r.)

## Scenariusze
1. „Czy będzie wojna” (paradokument, 1986 r.)
2. „Powrót do Polski” (fabularny TV, reż. Paweł Pitera 1988 r.)
  - Druga nagroda w konkursie zorganizowanym w Poznaniu „Co robić” – 1986 r.
3. „Odrąbana ręka” (scenariusz fabularny o poznańskim Czerwcu '56, 1991 r.)
4. „Pogrom” (wspólnie z Magdaleną Łazarkiewicz)
5. „Cud w metrze” (teatr telewizji, 1996 r.)
6. „Adama… tajemnice” (biograficzny, 1996 r.)
7. „Przechowalnia bagażu” (jednoaktówka teatralna, 1998 r.)
8. „Juliusz Słowacki tańczy” (wspólnie z Marią Nockowską; biograficzny, 2000 r.)
9. „Przepraszamy za zakłócenia” (telewizyjny serial komediowy 1999-2002 r.)
10. „Antek puka do raju” (dokument, 2005 r.)
11. „Poznańskie Powstanie 1956” (dokument, 2006 r.)
12. „Sen o Warszawie” (dokument, 2014 r.)
13. „Ostatni hrabia. Edward Bernard Raczyński” (spektakl teatru telewizji, 2018 r.)